# 河合清長
河合 清長（かわい きよなが）は、戦国時代から江戸時代前期にかけての武将。通称は権兵衛尉。河合助右衛門尉正治の子。別名を川合長左衛門正冬と言い、後に今西與次兵衛正冬と改める。十市氏の一族。

## 出自
十市氏川合・今西家は、事代主神に系譜する安寧天皇の第三子磯城津彦命の後裔である古代豪族十市氏の一族で、南北朝時代 (日本)に十市城主民部太夫遠武の次男十市治良太夫直武が大和国広瀬郡河合町大字川合にある廣瀬大社の神主・饒速日命の後裔である曾禰連樋口太夫正之の婿養子となり8000余石を領して河合城を築き、河合（川合）民部少輔中原遠正（かわいえんしょう、延慶元年（1308年） - 明徳元年（1390年）7月5日）と称したのが始まりである。
延元元年（1336年）8月28日に兄の十市新次郎入道と共に雑兵500人を引き連れ後醍醐天皇を吉野まで見送っている。貞和5年（1349年）には楠木正行、正時兄弟・十市新次郎入道らと共に四條畷の戦いに加わり楠木正儀配属として戦っている。文中4年（1375年）10月、春日神人が摂津守護・赤松光範を退けようとして神木を動かすが、光範は十市遠康・河合遠正と内通し春日社領を侵す。応安4年（1378年）7月28日、春日神人ら、十市遠康のことに関し黄衣を春日神社鳥居に懸ける。10月9日、十市遠康らの悪行により、神木金堂前に遷座、これにより神人ら鳥居に懸けた黄衣を取り納める。
興福寺別当から十市遠康討伐の要請を受けた3代将軍・足利義満は永和5年（1379年）、斯波義将、土岐頼康らを大和に派遣するが、幕府軍は十市遠康討伐を開始する気配を見せず、義満は十市氏討伐軍の諸将に、京への帰還を命じる。

## 略歴
5代河合権兵衛尉清長（川合長左衞門正冬）が一族の十市遠勝と共に永禄9年（1566年）に今井町へ入る。
永禄11年（1568年）3月12日、今井の居宅で一族の十市遠勝と三好三人衆の三好長逸、篠原長房と誓紙を取り交わす。永禄12年（1569年）10月24日十市遠勝病死し、親松永派（十市後室、おなへ、河合権兵衛尉清長、伊丹源二郎、田中源一郎、川嶋藤五郎、上田源八郎、森本喜三） と親筒井派（一族の十市常陸介遠長）に分裂し、12月に河合権兵衛尉清長以下六名は十市後室を奉じて十市城を出て今井町へ退去した。
元亀2年（1571年）12月8日、多聞院英俊が今井へ十市後室に会いに来る（多聞院日記）。天正4年（1576年）11月14日、河合権兵衛尉・十市後室、織田信長への礼問のために俄かに上洛す（多聞院日記二）。天正7年（1579年）3月16日、筒井順慶・十市後室、上洛す（多聞院日記三）。
元和7年（1621年）5月、大坂夏の陣の功績によって松平忠明から改名を勧められて今西姓と改める。

## 資料
- （暦応4年）1341年2月29日、広瀬郡河合城（大日本史料6-6-668）
- 従五位下河合民部少輔藤原遠正が（至徳元年）1384年の「長川流鏑馬注進日記写」（天理図書館所蔵保井文庫文書）に春日若宮祭礼の願主人の交名に「河合殿」をみうる。
- 河合権兵衛尉清長が興福寺七堂仏餉料所として私領田を寄進している（多聞院日記・天文13年1544年 7月18日･永禄9年1566年4月7日条）。
- 永禄11年1568年2月22日「河権」（河合権兵衛）、大和国春日神社へ栗毛の「神馬」を奉納す（多聞院日記二）。

天正8年織田信長の命によって大和国衆以下の知行の指出が徴された時には100石の知行を有していた（多聞院日記・天正8年1580年11月22日条）。
また同年提出された大乗院家御知行分帳(広大大乗院文書)に｢川合庄御名田公事物懸下地｣として田数3町6段･分米9石が見える｡ことが古文書等の資料に残っている。